# Dave Clark (Musikpromoter)
Dave Clark (* 6. März 1909 in Jackson (Tennessee); † 22. Juli 1995 in Madison (Mississippi)) war ein einflussreicher US-amerikanischer Musikpromoter.

## Biografie
Geboren in Jackson, Tennessee, bekam Clark von einem Lehrer Unterricht am Klavier und der Geige. Als Jugendlicher trat er mit Bands in umherreisenden Minstrel Shows auf.
1934 machte er einen Abschluss am Lane College in Jackson, 1939 an der Juilliard School in New York City. Ab 1938 arbeitete er als Promoter bei Decca Records, zunächst für Jimmie Lunceford. Damit begann eine erfolgreiche Karriere als Promoter für fast alle großen Plattenfirmen im Bereich der afroamerikanischen Musik. Er arbeitete 17 Jahre lang für Duke/Peacock, aber auch für Chess, Aladdin, Apollo Records, United, Stax und TK Records, bevor er 1980 zu Malaco Records ging.
Clark arbeitete auch als musikalischer Berater bei mehreren Filmen, darunter Die Farbe Lila (1985). In den 1960er Jahren schrieb er eine Kolumne namens „Swing Row Is My Beat“ für das Jazzmagazin Down Beat. Clark ist Autor von mehr als 60 Songs, darunter B. B. Kings Why I Sing the Blues (1983).
1993 erhielt Dave Clark einen Pioneer Award der Rhythm and Blues Foundation. 2013 wurde er postum in die Blues Hall of Fame aufgenommen.